# Dorstenia strangii
Dorstenia strangii är en mullbärsväxtart som beskrevs av Carauta. Dorstenia strangii ingår i släktet Dorstenia och familjen mullbärsväxter. Inga underarter finns listade i Catalogue of Life.